# 3-й Красносельский переулок
Тре́тий Красносе́льский переу́лок — улица в центре Москвы в Красносельском районе между Верхней Красносельской улицей и 4-м Красносельским переулком .

## Происхождение названия
Назван по примыканию к Красносельской улице.

## Описание
3-й Красносельский переулок начинается от Верхней Красносельской улицы, проходит на юго-запад параллельно Красносельскому тупику, затем поворачивает на северо-запад и вдоль железнодорожных линий Ярославского направления выходит на 4-й Красносельский переулок.

## Здания и сооружения
по нечётной стороне:
- дом 19 — Центр славянской дружбы; Мособлкооппромторг; Зингер-Столица; Гринтекстиль;
- дом 21 — Российский джинсовый центр.

по чётной стороне:

## См.также
- 1-й Красносельский переулок
- Верхняя Красносельская улица